# Megalocoleus molliculus
Megalocoleus molliculus ist eine Wanzenart aus der Familie der Weichwanzen (Miridae).

## Merkmale
Die Wanzen werden 3,9 bis 5,1 Millimeter lang. Die Sporne an den Schienen (Tibien) von Megalocoleus-Arten sind länger als die Schienen breit sind und das apikale Tarsenglied ist dunkel. Megalocoleus molliculus hat eine blass blau-grüne Grundfarbe und ist grau gefleckt. Die Körperoberseite ist mit feinen braunen Härchen besetzt.

## Vorkommen und Lebensraum
Die Art ist in Europa und Nordafrika, östlich bis nach Sibirien verbreitet. Sie wurde durch den Menschen in Nordamerika eingeschleppt. In Deutschland ist sie weit verbreitet und vielerorts häufig. Im Südwesten ist sie die häufigste Art ihrer Gattung. In Österreich ist sie ebenso weit verbreitet und nicht selten. Besiedelt werden offene, maximal mäßig feuchte Lebensräume.

## Lebensweise
Die Wanzen leben überwiegend an Gemeiner Schafgarbe (Achillea millefolium), seltener auch an Rainfarn (Tanacetum vulgare) und anderen Korbblütlern (Asteraceae) wie etwa Kamillen (Matricaria), Artemisia und Hundskamillen (Anthemis). Die adulten Wanzen treten von Ende Juni bis Mitte September auf. Die Weibchen stechen ihre Eier in den oberen Teilen der Stängel ihrer Wirtspflanzen ein.

## Belege